# Biegung (Mechanik)

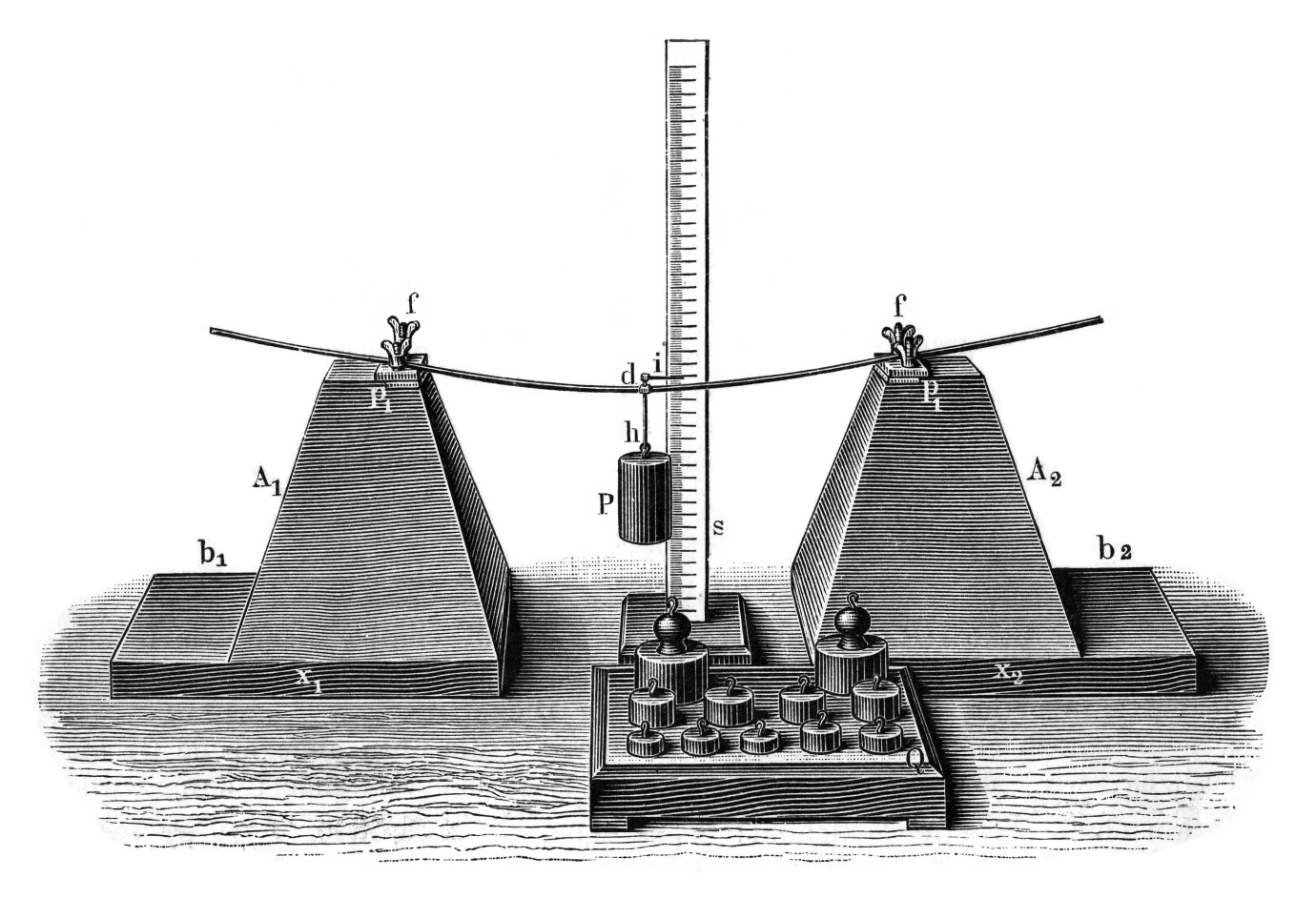
Versuchsaufbau zur Bestimmung der Biegegesetze (Holzstich 1897)

Biegung bezeichnet in der technischen Mechanik eine mechanische Veränderung der Geometrie von schlanken Bauteilen (Balken oder Bögen) oder von dünnen Bauteilen (Schalen oder Platten).
Typisch für Biegung sind Krümmungsänderungen der Mittellinie oder -fläche gegenüber der Krümmung, die das Bauteil im unbeanspruchten Zustand hatte, durch statische und dynamische Beanspruchungen. Derartige Krümmungen führen zu Biegemomenten und somit zu Biegespannungen.
Durch Dimensionsreduktion des ursprünglichen 3D-Problems wird die Beschreibung der Geometrieveränderung angenähert:
- im Falle von Balken oder Bögen durch eine 1D-Theorie
- im Falle von Schalen oder Platten durch eine 2D-Theorie.

Mit Bestimmung der Biegeverformung (der Mittellinie, d. h. der Biegelinie, bei einer 1D-Theorie oder der Mittelfläche bei einer 2D-Theorie) lässt sich unter Verwendung der kinematischen Gesetzmäßigkeiten der jeweiligen Biegetheorien der Deformations- und Spannungszustand in jedem Punkt des Bauteils berechnen.

## Biegetheorien
Je nachdem ob die Biegungen klein, moderat oder groß sind gegenüber den Abmessungen des Querschnitts (bei Balken und Bögen) bzw. der Dicke (bei Platten oder Schalen), können unterschiedliche 1D- bzw. 2D-Biegetheorien verwendet werden, um eine physikalisch und mathematisch ausreichende Approximation des ursprünglichen 3D-Problems zu bekommen:
- Die bekannteste 1D-Biegetheorie ist die Bernoulli'sche-Biege-Balkentheorie.[3] Sie ist gültig, wenn die Durchbiegungen der ursprünglich geraden Mittellinie klein sind gegenüber den Querschnittsabmessungen.
- Zur Gültigkeit der Plattentheorie nach Kirchhoff muss die Durchbiegung der ursprünglich ebenen Mittelfläche klein gegenüber der Plattendicke sein[4].
- Die Plattentheorie nach von Kármán ist gültig, wenn die Durchbiegung in gleicher Größenordnung wie die Plattendicke vorliegt, d. h. wenn die Durchbiegung moderat ist[5].

### Biegung in der Balkentheorie
Die Biegesteifigkeit {\displaystyle E\cdot I} ist definiert als:
{\displaystyle E\cdot I={\frac {M_{\mathrm {B} }}{\kappa }}}
mit
- dem Elastizitätsmodul {\displaystyle E}
- dem Flächenträgheitsmoment {\displaystyle I}
- dem Biegemoment {\displaystyle M_{\mathrm {B} }}
- der Krümmung {\displaystyle \kappa }.

## Gerade und schiefe Biegung
- Gerade Biegung:  Biegung eines Balkens oder eines nur in einer Ebene gekrümmten Bogens in Richtung einer der Hauptträgheitsachsen des Querschnittes[7].

- Schiefe Biegung:  Biegung eines Balkens oder eines nur in einer Ebene gekrümmten Bogens in eine von den Hauptträgheitsachsen abweichende Richtung.[8]

Die Biegelinie eines Balkens, für den eine lineare Theorie anwendbar ist, kann bei zusammengesetzten Beanspruchungen anhand der Superposition von Standardbiegefällen ermittelt werden. Für Standardbiegefälle gibt es entsprechende Tabellen.

## Neutrale Faser bzw. Fläche
Bei einem auf gerade Biegung beanspruchten Bauteil gibt es eine spannungsfreie Fläche, die die auf Zug und auf Druck beanspruchten Regionen des Bauteils voneinander trennt (neutrale Faser); diese (theoretische) Ebene kann sich bei zusätzlicher Normalkraft auch gänzlich außerhalb des Querschnittes befinden.
Die Spannungskomponenten in Längsrichtung (infolge Biegung) sind an den Stellen betragsmäßig am größten, die am weitesten von der spannungsfreien Ebene entfernt sind.

## Versagen
Ein auf Biegung belastetes Bauteil kann durch mehrere Mechanismen versagen (Balkentheorie):
1. Überlastung des Balkenwerkstoffes durch zu große Biegespannungen.
2. Abrutschen des Balkens von seinen Lagern infolge einer zu großen Durchbiegung.
3. bei zu großen (i. d. R. plastischen) Deformationen kann man in gewissen Fällen auch von Versagen sprechen.
4. Überlastung zufolge Knicken bei einer M-N-Kombination.
5. andere M-N-V-T-Interaktionen.